# 시나이-팔레스타인 전역
시나이-팔레스타인 전역은 제1차 세계 대전 중동 전역에서 독일의 지원을 받은 오스만 제국과 영국이 싸운 전역이다. 1915년 오스만 제국이 수에즈 운하를 공격해서 시작했고 1918년 무드로스 정전 협정으로 끝나 오스만령 시리아와 팔레스타인에 대한 분할이 이뤄졌다.